# Gunnar Lundberg den yngre
Gunnar Lundberg, född 12 juli 1958 i Stockholm, är en svensk operasångare, baryton, som bland annat varit verksam vid Kungliga Operan i Stockholm.

## Utbildning
Lundberg började i Adolf Fredriks musikskola vid 10 års ålder. Efter gymnasiet följde studier vid Kungliga Tekniska Högskolan i Stockholm, där han 1983 blev civilingenjör i teknisk fysik. Under 1980 deltog Lundberg i de första nordiska mästerskapen i barbershopkvartettsång med KTH-kvartetten The Four Tunes; de kom sexa. Våren 1985 antogs han som elev på Operahögskolan i Stockholm och utexaminerades därifrån våren 1988.

## Kungliga Operan i Stockholm
Lundberg anställdes på Kungliga Operan i Stockholm 1988 där han har gjort en mängd roller. Bland annat kan nämnas titelrollerna i Barberaren i Sevilla, Don Giovanni, Figaros bröllop och Falstaff. Vidare Escamillo i Carmen, Marcello i La Bohème, Sharpless i Madama Butterfly, Valentin i Faust, härroparen i Lohengrin, Silvio i Pagliacci, Germont i La traviata, Ford i Muntra fruarna i Windsor, Falke och Frank i Läderlappen, Kurwenal i Tristan och Isolde, Rodrigo i Don Carlos, Scarpia i Tosca, Wolfram i Tannhäuser, Alfio i Cavalleria rusticana, Tonio i Pajazzo, Lescaut i Manon Lescaut, Don Alfonso i Così fan tutte, Scarpia i Tosca med flera. Sommaren 2010 pensionerades Lundberg från Kungliga Operan och är efter det frilanssångare.

## Andra framträdanden
I december 2005 sjöng Lundberg tillsammans med barytonkollegan Ketil Hugaas och storbandet The Royal Opera Big Band tre utsålda konserter på temat ”Öl, Opera och Sinatra”. På Drottningholmsteatern har han framträtt i bland annat som Lubino i Martin y Solers Una Cosa Rara och Rodomonte i Haydns Orlando Paladino. Han är en flitig kyrko- och konsertsångare och han har framträtt tillsammans med symfoniorkestrarna i Stockholm, Göteborg, Malmö, Norrköping, Gävle, Örebro med flera.

## Stipendier
Lundberg har fått Christina Nilssons stipendium fyra gånger samt varit Anders Sandrew-, Tobiasson- och Lasse Lönndahlstipendiat. 1988 fick han frimurarlogen S:t Eriks musikstipendium. Han har dessutom fått Gunn Wållgrens stipendium och Karl-Axel Rosenqvists stipendium.

## Skivor
Gunnar Lundberg har gjort skivinspelningar av Bachs Juloratoriet, Johannespassionen och Mässa i h-moll, samtliga med Eric Ericson som dirigent (Proprius), som Kurwenal i Tristan o Isolde (Naxos) samt i Puccinis Messa di Gloria tillsammans med Budapestoperans kör och orkester (Naxos).